# Hazewinkel

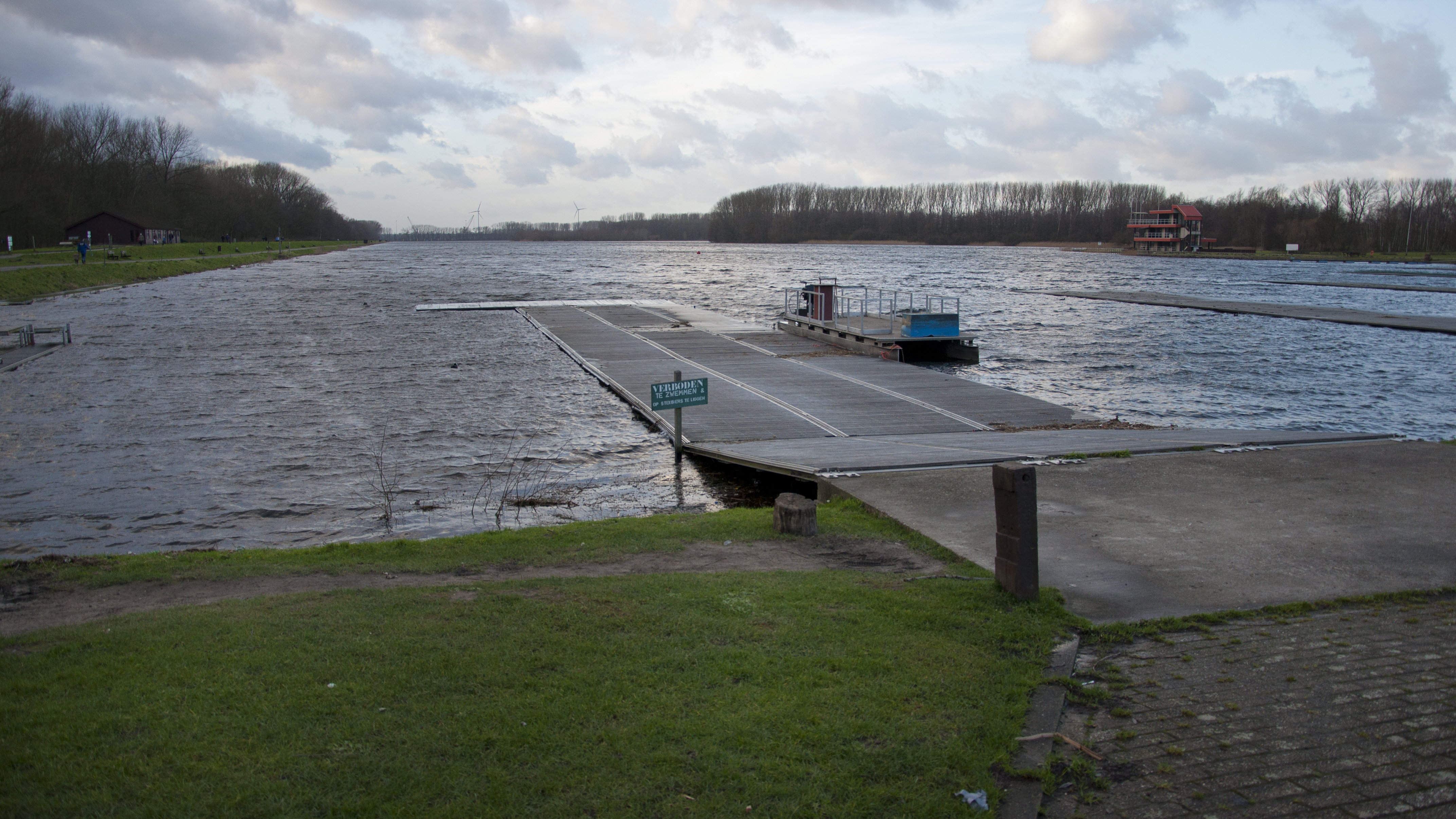
Hazewinkel.

Hazewinkel est un plan d'eau pour pratiquer l'aviron et le kayak dans la commune de Willebroeck. Le bassin est situé sur le territoire des villages de Heindonk et Blaasveld.
Le nom vient du lieu cadastral où l'extraction de sable avait lieu. Le centre national des sports nautiques a été construit après l'expropriation par le gouvernement belge en 1969. Le bassin a été construit sous les auspices du Bloso et a été inauguré le 29 mai 1975. Le bassin a huit couloirs, nécessaire pour l'aviron olympique classique avec une piste pour les piétons, les cyclistes et des véhicules de presse à côté. Il y a aussi une tour d'arrivée, des hangars à bateaux avec des pontons, une cafétéria et une infrastructure d'hébergement avec 32 chambres dont chacune peut accueillir jusqu'à quatre personnes. L'hébergement est utilisé par des équipes de sport (équipes nationales, clubs et écoles d'aviron anglaises) et des écoles. Il y a également une salle de musculation, deux classes et une grande chambre de relaxation polyvalente. Le domaine a une superficie totale de 300 hectares.

## Courses
Chaque année, le centre accueille les championnats d'aviron belges : les bateaux courts en avril et les bateaux longs fin septembre. Le domaine accueillait également l'équipe nationale d'aviron britannique pour leurs final trials chaque année jusqu'en 2006, même s'ils avaient leurs propres plans d'eau comme le lac Dorney. Maintenant, les tests ont lieu, chaque année au centre d'entrainement national Redgrave Pinsent Rowing Lake à Caversham. En 1978, la West Cup Rowing for Seniors B de la Fédération internationale des sociétés d'avirons (FISA) s'y est déroulée. Les Seniors B s'appellent actuellement les moins de 23 ans. Le bassin a accueilli les Championnats du monde d'aviron en 1980 et 1985, les Championnats du monde U23 d'Aviron (1996, 2006) et les championnats du monde juniors d'aviron (1997). En 1985, les championnats du monde de canoë-kayak de sprint s'y sont déroulés. 

## Clubs d'aviron
Deux clubs d'aviron sont actifs à Hazewinkel, tous les deux membres de la Ligue flamande d'aviron (Vlaamse Roeiliga) et de la Fédération Royale Belge d'aviron. Le club aîné ARV, Antwerpse Roeivereniging - Sculling (anciennement Antwerp Sculling Club) est fondé en 1945.  Au début, le club était actif sur le canal Albert à Wijnegem, mais à cause de l'augmentation du trafic maritime, il devenait de moins en moins possible de ramer sur l'eau. Le club a donc déménagé à Hazewinkel, où il possède de son propre hangar à bateaux depuis plus de 20 ans, avec toute infrastructure nécessaire pour soutenir les rameurs de haut niveau. Le club a remporté l'argent avec Robert Baetens et Michel Knuysen en deux sans barreur aux Jeux olympiques d'été de 1952 à Helsinki pour la Belgique, et l'or en huit à la Thames Challenge Cup de la prestigieuse Henley Royal Regatta. Le club connaît toujours des grand succès avec Ruben Somers, soutenu par l'entraîneur Christel Hiel. Somers a terminé 9e aux Championnats d'Europe d'aviron de 2018 à Glasgow,,.
Le club le plus jeune, mais le premier à s'établir à cet endroit est le TRT Hazewinkel (Trim en Roei Toss 80 Hazewinkel). Le club a été fondé en 1978 à partir de l'ancien Rupel Rowing Club. Le club est situé dans les hangars de Sport Vlaanderen. TRT est le club d'Annelies Bredael, qui a remporté l'argent en skiff aux Jeux olympiques de Barcelone en 1992, mais aussi de la vice-championne du monde Lucia Focque. En collaboration avec la Fédération royale belge d'aviron et l'ARV, ils organisent les championnats belges de bateaux courts.

## Club de Kajak
Le Willebroekse Kayak Klub Hazewinkel est également établi à Hazewinkel. Le club a été fondé en 1986 et a organisé les Championnats de Belgique de kayak à Hazewinkel.